# Anitápolis
Anitápolis é um município brasileiro do estado de Santa Catarina localizado na área da Grande Florianópolis e a cerca de 85 km da capital do estado. Rodeada de rios e cachoeiras, o nome é uma homenagem a Ana Maria de Jesus Ribeiro, mais conhecida como Anita Garibaldi. 

## Geografia
Localiza-se a uma latitude 27º54'07" sul e a uma longitude 49º07'43" oeste, estando a uma altitude de 430 metros. Possui uma área de 540,636 km² e sua população, conforme censo do IBGE de 2022, era de 3 593 habitantes.

## História

### Núcleo Colonial (1906–1917)
Em 1906, o Governo Federal criou o Núcleo Colonial Anitápolis com o objetivo de acolher imigrantes europeus. O núcleo foi dividido em 32 seções, muitas das quais receberam nomes de rios da região. Localizado em meio à densa Mata Atlântica, o local era descrito como um "mundo verde" pelos colonos. Os primeiros habitantes eram em sua maioria imigrantes europeus, incluindo russos, alemães, austríacos e suíços. As dificuldades iniciais incluíam o isolamento geográfico, o clima úmido e a falta de infraestrutura adequada para o escoamento da produção agrícola.

### Patronato Agrícola (1918–1930)
Com a crise da colonização provocada pela Primeira Guerra Mundial, o governo instituiu o Patronato Agrícola de Anitápolis em 1918. O patronato recebeu jovens considerados infratores oriundos de grandes centros urbanos como Rio de Janeiro e São Paulo. Funcionava como uma escola correcional e de formação agrícola, oferecendo disciplina, trabalho rural e educação profissionalizante.
Conforme o Decreto nº 13.706 de 25 de julho de 1919, os internos podiam receber até 25 hectares de terra, desde que apresentassem "ótima conduta e aplicação". Apesar dos objetivos pedagógicos, registros mostram que havia episódios de resistência, fugas e conflitos dentro da instituição.

### Revolução de 1930
Em outubro de 1930, durante a Revolução que depôs o presidente Washington Luís, tropas gaúchas alinhadas a Getúlio Vargas avançaram por Santa Catarina em direção à capital, Florianópolis. Em 16 de outubro, civis e soldados da Força Pública de Santa Catarina se entrincheiraram na Serra da Garganta, ponto estratégico da via conhecida como Estrada da Garganta. O confronto, considerado a última batalha da Revolução de 1930 em solo de Santa Catarina, resultou em mortos e feridos.
Desde então, a data de 16 de outubro foi lembrada em cerimônias militares locais, incluindo marchas de estudantes-soldados e eventos da Polícia Militar do Estado de Santa Catarina.

### Emancipação política
Anitápolis foi desmembrado do município de Santo Amaro da Imperatriz e oficialmente emancipado em 29 de dezembro de 1961.

## Economia
A economia de Anitápolis é estruturada principalmente em torno da agropecuária, dos serviços e da administração pública. Em 2021, o PIB municipal foi estimado em aproximadamente R$ 84,6 milhões, com PIB per capita de R$ 26 235,15, valor inferior à média estadual (R$ 58,4 mil) e da Grande Florianópolis (R$ 47 mil).
A agropecuária responde por cerca de 37,6 % do valor adicionado, seguida pelos setores de serviços (29,4 %), administração pública (26,3 %) e indústria (6,7 %). Pequenas propriedades predominam, com destaque à produção de leite, hortifrutigranjeiros e culturas familiares.
Além da atividade agrícola, destaca-se no setor de serviços a presença da Clínica Solar das Colinas, especializada em internação e tratamento psiquiátrico, fundada em 2000. A clínica recebe pacientes de diferentes regiões do estado, em especial da Grande Florianópolis e do Planalto Serrano, o que contribui para a geração de empregos locais e para o movimento no setor de hospedagem e alimentação do município.

### Empresas de destaque
Conforme rankings do setor agropecuário, em Anitápolis destacam-se:
- Laticínio Silva & Lasaroli – principal empresa do setor alimentício no município.
- Frigorífico Van de Sand – segunda maior do setor alimentício e também presente no varejo local com o Supermercado Van de Sand.
- Associação dos Apicultores de Anitápolis (APIA) – maior empresa/agregação do setor agrícola local, seguida por sítios como Hoynaski e Schulter.

Essas cooperativas e agroindústrias refletem a forte presença rural no município, agregando valor à produção local e gerando emprego, especialmente nas cadeias do leite, carnes e mel.